# CVSO 30

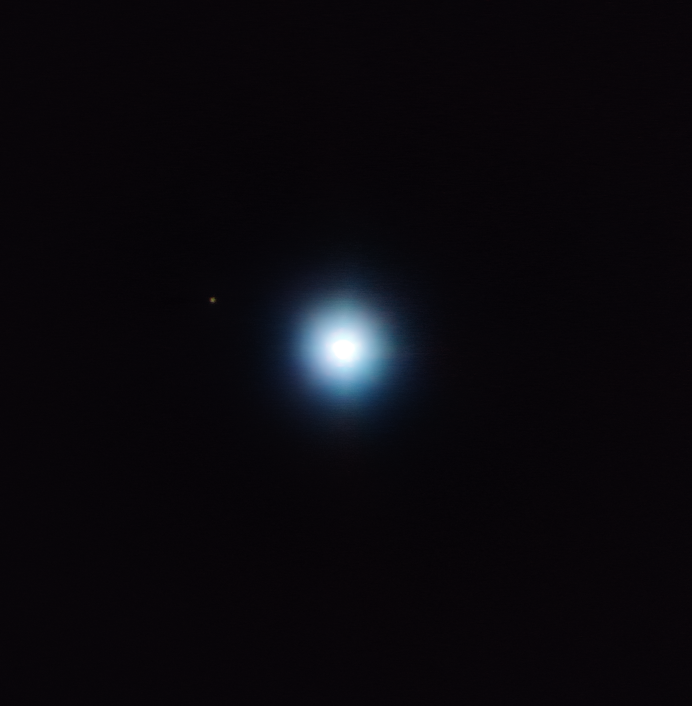
Imagen de la estrella CVSO 30 y el planeta CVSO 30c a la izquierda.

CVSO 30 es una estrella localizada a 1200 años luz de la Tierra, con dos posibles planetas (CVSO 30b y CVSO 30c), siendo la primera estrella donde se han encontrado planetas potenciales siguiendo el método del tránsito y por imagen directa.  Se calcula que CVSO 30b tiene un periodo de 10,76 horas y que CVSO 30c tiene un periodo de 27 000 años.
Se ha logrado una imagen directa de CVSO 30c a través de observaciones fotométricas y espectroscópicas de alto contraste que se llevaron a cabo con el Telescopio Muy Grande localizado en Chile, el Observatorio Keck en Hawái y el Observatorio de Calar Alto en España. Ambos posibles planetas son gigante gaseosos.

## Método de búsqueda
Los astrónomos buscan planetas orbitando otras estrellas (exoplanetas) usando diversos métodos. Un método exitoso es la imagen directa; es particularmente eficaz para planetas en órbitas amplias alrededor de estrellas jóvenes, ya que la luz del planeta no está saturada por la luz de la estrella y así es más fácil de detectar.
La imagen muestra a la estrella T-Tauri llamada CVSO 30, ubicada aproximadamente a 1200 años luz de la Tierra en el grupo 25 Orionis (ligeramente al noroeste del famoso cinturón de Orión). En 2012, los astrónomos descubrieron que CVSO 30 albergaba a un exoplaneta (CVSO 30b). Lo hicieron  utilizando un método de detección conocido como fotometría de tránsito, donde la luz de una estrella disminuye cuando un planeta pasa frente a ella. Posteriormente, los astrónomos volvieron a observar este sistema con varios telescopios. 
Para producir esta imagen, los astrónomos utilizaron la astrometría proporcionada por los instrumentos NACO y SINFONI del VLT. 
Utilizando los datos recogidos, los astrónomos descubrieron un probable segundo planeta. Este nuevo exoplaneta, llamado CVSO 30c, es el punto más pequeño de la parte superior izquierda de la imagen (la gran burbuja es la propia estrella). Mientras el planeta detectado previamente, CVSO 30b, orbita muy cerca de la estrella, girando alrededor de CVSO 30 en poco menos de 11 horas a una distancia orbital de 0,008 UA, CVSO 30c órbita mucho más hacia fuera, a una distancia de 660 UA, tomándose la asombrosa cifra de 27 000 años para completar una sola órbita. (Como referencias, el planeta Mercurio orbita al Sol a una distancia promedio de 0,39 UA, mientras que Neptuno se encuentra a poco más de 30 UA).
Si se confirma que CVSO 30c orbita a CVSO 30, este sería el primer sistema estelar en albergar tanto a un exoplaneta cercano detectado por el método de tránsito como a un exoplaneta lejano detectados por imagen directa. Los astrónomos todavía están explorando cómo un sistema tan exótico llegó a formarse en tan poco tiempo; es posible que los dos planetas interactuasen en algún momento del pasado, empujándose mutuamente y estableciendo su actual órbita extrema.

## Lectura adicional
Koen, C. (2015). «Multicolour time series photometry of the T Tauri star CVSO 30». Monthly Notices of the Royal Astronomical Society 450 (4): 3991. Bibcode:2015MNRAS.450.3991K. doi:10.1093/mnras/stv906."Multicolour time series photometry of the T Tauri star CVSO 30". Monthly Notices of the Royal Astronomical Society 450 (4): 3991. Bibcode:2015MNRAS.450.3991K. doi:10.1093/mnras/stv906. 
Raetz, St.; Schmidt, T.O.B.; Czesla, S.; Klocová, T.; Holmes, L.; Errmann, R.; Kitze, M.; Fernández, M.; Sota, A.; Briceño, C.; Hernández, J.; Downes, J. J.; Dimitrov, D.P.; Kjurkchieva, D.; Radeva, V.; Wu, Z.-Y.; Zhou, X.; Takahashi, H.; Henych, T.; Seeliger, M.; Mugrauer, M.; Adam, Ch.; Marka, C.; Schmidt, J.G.; Hohle, M.M.; Ginski, Ch.; Pribulla, T.; Trepl, L.; Moualla, M. et al. (2016). «YETI observations of the young transiting planet candidate CVSO 30 b». Monthly Notices of the Royal Astronomical Society: stw1159. arXiv:1605.05091. doi:10.1093/mnras/stw1159."YETI observations of the young transiting planet candidate CVSO 30 b". Monthly Notices of the Royal Astronomical Society: stw1159. arXiv:1605.05091. doi:10.1093/mnras/stw1159. 
- Datos: Q24697054